# Tmesisternus transversefasciatus
Tmesisternus transversefasciatus là một loài bọ cánh cứng trong họ Cerambycidae.